# Wolfram

Inflamabil

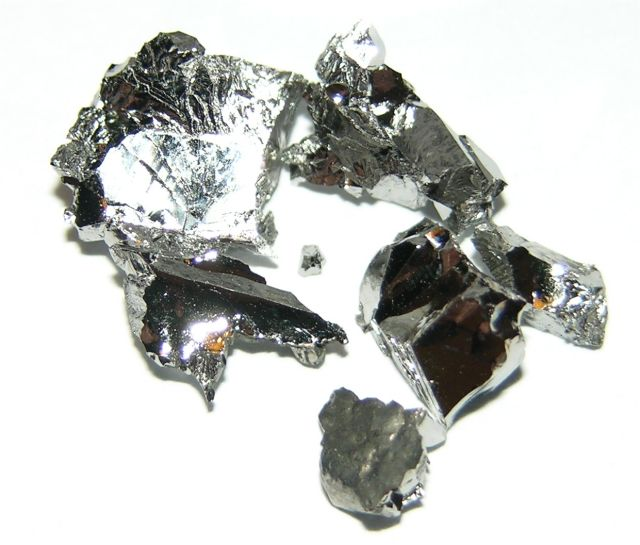
Wolfram

Wolframul (numit și tungsten) este un element chimic din grupa metalelor situat în poziția 74 în tabelul periodic al elementelor. Simbolul chimic este "W". Wolframul este un metal cu luciu alb-argintiu, ce cristalizează în sistemul cubic cu volum centrat fără a mai avea și alte forme alotropice. Foarte dur, wolframul nu este casant ci devine ductil în stare pură păstrându-și în același timp rezistența. Are o densitate remarcabil de mare și anume 19,3 grame pe centimetru cub. Din toate metalele pure, punctul lui de topire este cel mai ridicat, iar punctul lui de fierbere este al doilea ca mărime (după carbon). Utilitatea lui cea mai cunoscută este ca filament în becuri electrice.

## Istoria și etimologia
În secolul XVI mineralologul Georgius Agricola din Freiberg a descris existența unui mineral care îngreuna extracția de cositor. Segmentul "wolf" (lup) din denumirea wolframului de aici provine, deoarece "mânca" cositorul ca un lup. Georgius Agricola îl numea lupi spuma.
Denumirea de tungsten în engleză și franceză este derivată din tung sten (în suedeză "piatră grea"). În Suedia denumirea se referea însă la wolframat de calciu. Wolfram pur a fost produs prima dată în 1783 de către frații spanioli Fausto și Juan José Elhuyar prin reducția de trioxid de wolfram din wolframit.

## Proprietăți fizice
Wolframul este un metal maleabil, ductil și în stare pură extrem de rezistent. Ceea ce este extraordinar la acest metal observăm prin faptul că rezistența la rupere a unei sârme de wolfram poate ajunge până la 400 daN/mm², rezistență ce se menține chiar și la temperaturi mai mari de 770 °C. Datorită ductibilității sale, din 100 g de wolfram se poate obține o sârmă lungă de 40 km.

## Proprietăți chimice
Wolframul este un metal puțin reactiv. El nu este atacat de apa regală sau de acidul fluorhidric, în lipsă de oxigen nu se dizolvă în soluțiile sărurilor alcaline (amoniac, hidroxid de sodiu sau potasiu). Totuși nu rezistă la acțiunea compușilor oxidanți precum: acidul azotic sau cloratul de potasiu. Pulberea acestui metal poate fi aprinsă; în rest este stabil față de aer, apă și halogeni bineînțeles cu excepția fluorului (nemetal care reacționează cu toate elementele inclusiv unele gaze nobile). Reacționează și la cald și la rece cu azotul. Alți compuși interesanți sunt carburile (W2C,WC și W2C3)ce se aseamănă prin duritate cu diamantul.

## Resurse

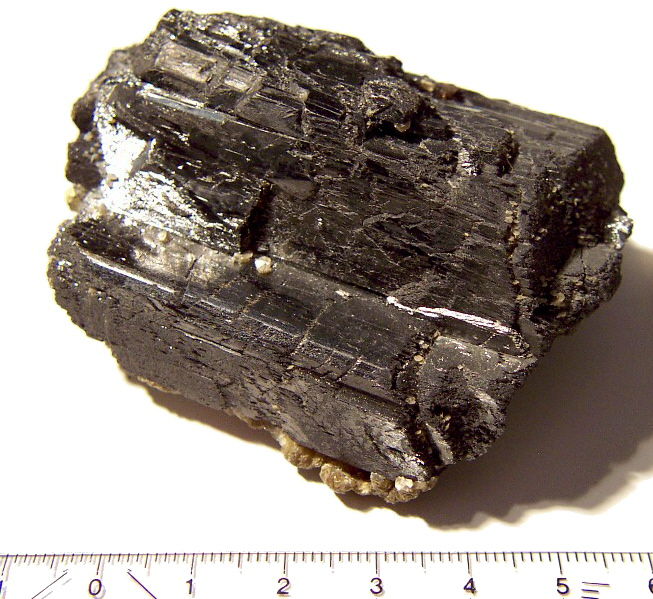
Wolframit din Portugalia

Procentajul de wolfram în scoarța pamântului este de circa 0,0001 g/t, sau 0,0064 procentaj de greutate (Valoarea Clarke). Wolframul nu apare în formă curată, ci în formă de oxizi și wolframate. Cele mai importante minereuri de wolfram sunt wolframit (Mn, Fe)WO4 și scheelit CaWO4. Alte minereuri de wolfram sunt stolzit PbWO4 și tuneptit WO3 · H2O.
Zăcămintele cele mai importante se găsesc în China, SUA, Korea, Bolivia, Kazahstan, Rusia, Austria și Portugalia. Volumul total de wolfram în zăcămintele pe pământ se apreciază actualmente ca fiind 2,9 de milioane de tone de wolfram pur.
În anul 2006 producția globală de wolfram era de 73.300 t. Cel mai mare producător de wolfram este China cu circa 80% (62.000 t/an) din producția globală anuală.

## Utilizarea

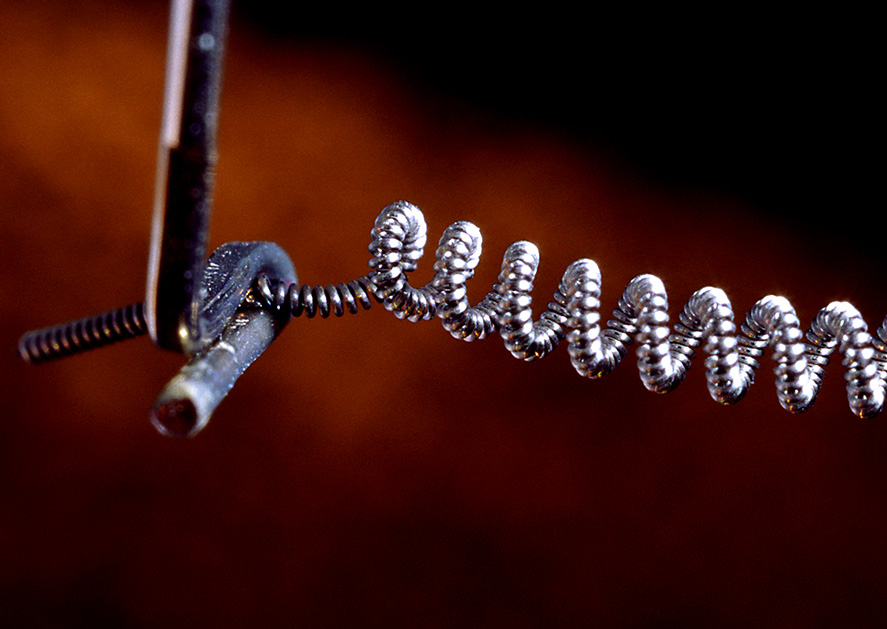
Filament din Wolfram al unui bec de 200W

Datorită punctului de fuziune ridicat (peste 3000  °C) este întrebuințat pentru construirea filamentelor de la lămpile cu incandescență, filamentele tuburilor electronice, anozii tuburilor radiogene (vezi Aparat roentgen) și a tuburilor electronice de putere mare. Wolframul are o densitate și o duritate foarte mare, lucruri care îl fac utilizat la construcția de capete tăietoare la mașini de forat, la burghie. Se  aliază cu oțelul (2-3%) pentru obținerea unor oțeluri speciale, foarte dure, care se uzează greu, metalul în stare pură fiind casant.
Datorită densității sale mari wolframul este folosit și pentru ecranaje ca protecție de raze. Efectul de ecranaj este mai bun decât cel al plumbului, dar este mai rar folosit datorită costurilor mai mari și pentru că wolframul e greu de prelucrat.
Tot datorită densității sale mari, wolframul este utilizat pentru muniție anti-blindaj. Proiectile din carbid de wolfram, cu nucleu din carbid de wolfram (muniție APFSDS), sau conținând multe săgeți mici de Wolfram (muniție AHEAD - Advanced Hit Efficiency And Destruction, care este un tip de muniție ABM - Air Burst Munition) sunt mai costisitoare decât cele corespunzătoare din uraniu sărăcit, dar nu sunt toxice și nici radioactive ca acesta.

## Fiziologie
Dupa cunoștințele actuale wolframul nu este toxic. Cazuri de cancer pulmonar la muncitori din firme producătoare și care prelucrează metale tari s-au dovedit a fi cauzate de cobalt.
În încercări cu animale s-a constatat că cea mai mare parte a wolframului care ajunge în corp este excretat prin urină. Doar o foarte mică parte se depozitează în rinichi și în oase.